# WebTV Networks
Die Firma WebTV Networks, Inc. bot Mitte der 1990er Jahre gegen eine monatliche Gebühr von knapp 20 Dollar einen unbegrenzten Zugang zum Internet.
In den Grundgebühren enthalten waren fünf mailboxes für die E-Mail-Konten der Familienangehörigen. Voraussetzung war zum einen eine spezielle Set-Top-Box, die von Sony (Sony INT-W100 Sony Internet Terminal) und Philips (Magnavox) angeboten wurde, zum anderen ein herkömmlicher Fernseher; die Sony-Box kostete knapp 350 Dollar, lag also preislich in der Größenordnung eines günstigen Videorekorders; die monatlichen WebTV-Gebühren bewegten sich ebenfalls im Rahmen des typischen Videotheken-Budgets.
Für US-amerikanische Verhältnisse waren monatliche ISP-Kosten von fast 20 Dollar für einen Internetzugang per Modem jedoch sehr hoch, da dort Flatrates weit verbreitet waren.
Das Unternehmen wurde 1997 von Microsoft übernommen. Microsoft rechnete, nach einem Bericht der Nachrichtenagentur Bloomberg, nach eigenen Aussagen in den Jahren zwischen 1997 und 1999 mit einer Milliarde US-Dollar Verlust durch das Engagement in den Bereichen Internet und Nachrichtendienste. Diese Strategie fügte sich in das Engagement von Microsoft im Bereich von Multimedia-Nachschlagewerken für den Home-Bereich (ab 1994/1995), dem Aufbau des eigenen Online-Dienstes Microsoft Network (MSN, ab 1995), der Übernahme zahlreicher Bildagenturen (ab 1996; vgl. Corbis) sowie den Kooperationen mit NBC und dem ZDF nahtlos ein.

## Technik

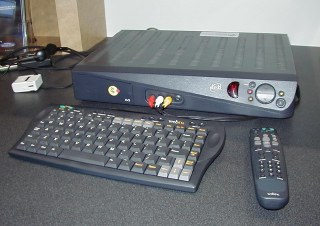
WebTV Hardware

Die Set-Top-Box enthielt ein V.34bis-Modem, eine CPU und eine Soundkarte. WebTV wurde über eine drahtlose Fernbedienung bedient. Eine ebenfalls drahtlose Tastatur war optional erhältlich. Die Gebühren wurden über eine SmartCard abgerechnet.
Die Set-Top-Box verfügte über einen integrierten Webbrowser, der die verbreiteten Internet-Standards wie HTTP, MIME und HTML unterstützte. Neben dem Surfen im Web war eine E-Mail-Funktion vorgesehen.

## Zielgruppe
WebTV peilte als Zielgruppe den typischen passiven Fernsehzuschauer an, der weder über Computerwissen, noch technisches Verständnis verfügt; WebTV wurde als einfache und "narrensichere" Komplettlösung angepriesen; aus der Werbung für WebTV: "You're surfing the Web with a remote control in one hand and a handful of cheese puffs in the other. Now that's progress". Gleichzeitig wird jedoch auch behauptet: "WebTV. It isn't the idiot box anymore".

## Mitbewerber
Vergleichbare Produkte stellten Ende der 90er Jahre die Firmen Samsung, Sony und Dual Technology vor; bei der Dual Mediabox von Dual Technology handelt es sich wie bei WebTV um ein TV-Zusatzgerät, welches den Fernseher mit dem ISDN-Telefonnetz verbindet. Samsung entwickelte zusammen mit der Firma Diba eine neue Linie internettauglicher Fernseher mit eingebautem Modem.